# Cortesia
Cortesia es pot definir com una hàbil elaboració del propi discurs i accions amb la qual induïm a altres persones a tenir una millor opinió sobre nosaltres i sobre ells mateixos. La cortesia és una qualitat que inclou l'afabilitat, l'obsequiositat, la urbanitat, etc. amb la qual les relacions socials i el refinament en les formes es mantenen en un àmbit que faciliti la comunicació amb absència d'animositat, de vulgaritat i d'agressivitat. Tal vegada es relaciona amb vicis en els camps de la retòrica, la hipocresia i la política. Cada societat i cada estament té els seus codis de conducta per poder classificar accions com corteses o no corteses.

## Història
Al 3r mil·lenni aC, Ptahhotep va escriure Les màximes de Ptahhotep, preceptes que emfasitzaven les virtuts civils d'honestedat, autocontrol i amabilitat vers el proïsme.
A l'època de la Il·lustració la imposició que cada persona es feia a si mateixa de seguir normes i conductes corteses va esdevenir símbol d'ésser un membre galant de la classe social superior.
Per la historiadora Jenny Davidson, autors com John Locke i Jane Austen (segle xviii) estudien les formes en què la hipocresia es mescla amb la cortesia en l'entorn de comunicació social. REF Jenny

### Les Arts
El concepte de cortesia, encunyat per George Steiner a la seva obra Real Presences: Is there Anything in What We Say, es refereix a una determinada forma de rebre un text (o, de fet, qualsevol obra d'art, en particular, les literàries, musicals o pictòriques). Específicament, Steiner considera que existeix una "disciplina de la cortesia" que permet avançar cap a la comprensió del llenguatge (artístic) de l'altre. Inspirada en el concepte de cortesia a la manera de la literatura medieval, Steiner considera que la recepció del text ha de partir d'un ritual, el de la benvinguda, que el lector ofereix l'altre (l'artista; per a Steiner el fet artístic és equiparable a l'intent d'adreçar-se a l'altre). Així, a fi de accedir al que Steiner denomina "el sabor intern de les coses", noció que podem associar a la idea de la significació del text, l'autor es pregunta:
| « | ¿Qué medios tenemos para integrar ese sabor en el tejido de nuestra identidad? Necesitamos una terminología que articule de modo claro la intuición según la cual una experiencia de formas de significado comunicadas exige, fundamentalmente, una cortesía o un tacto del corazón, un tacto de la sensibilidad y del intelecto que estén unidos en sus diversas raíces. | » |

Aquestes diferents menes de tactes que configuren la cortesia són necessàries perquè en la recepció del text s'estan trobant, o confrontant, dues llibertats: la primera, la llibertat de creació (l'artista, front la decisió de crear o no crear, opta per la primera) i la llibertat de recepció (el lector pot rebre o rebutjar el text). Aquesta trobada de les dues llibertats és anàloga, segons Steiner, a la benvinguda que es dona al visitant i, com la benvinguda cortesa medieval, comporta unes pràctiques concretes. En el cas d'un text, segons Steiner, aquestes pràctiques són les de l'estudi lèxic, sintàctic, o gramatical i semàntic. La primera etapa de la recepció, per a Steiner, consisteix en el que denomina “cortesia lèxica”, és a dir, el que permet que el lector faci seu el vocabulari del text. En paraules d'Steiner, això facilita que:
| « | Mitjançant el tacte lèxic, el lector-oient arriba a discriminar, gairebé subliminalment, entre, per exemple, el pes, les rugositats, el rang, l'"atmosfera" de la mateixa paraula". | » |

La segona fase de la recepció requereix connectar amb la gramàtica, un àmbit que facilita que el significat es faci present, ja que és mitjançant la sintaxi que les diferents formes d'experimentar el temps i l'espai en les distintes llengües es manifesta. Aquest exercici el considera Steiner extremadament complex, ja que segons ell l'home contemporani ha perdut sensibilitat gramatical i se li fa difícil connectar, per exemple, amb els textos medievals, en els que la construcció gramatical es corresponia amb la veritat material de l'època.
Finalment, el darrer estadi en la recepció és el semàntic. Aquesta és una etapa finalista, ja que permet transitar dels mitjans (les paraules, la sintaxi, l'ordre formal, etc.) al significat. És un procés en el qual és cabal el context. El concepte de context d'Steiner és molt ric, ja que integra un aspecte diacrònic (o històric), un aspecte sincrònic (o contemporani) i un element dialèctic (en el sentit que l'acte de la recepció modifica tant la nostra realitat com el propi significat del text).
Steiner, en definitiva, construeix mitjançant la seva "disciplina de la cortesia", sinó una teoria completa de la recepció a la manera de, per exemple, Hans Robert Haus, sí un aprofundiment conceptual del procés que hauria de permetre la captació del significat de l'obra.